# Tel Arad
Pour les articles homonymes, voir Arad.
Tel Arad est un site archéologique d'Israël situé dans l'est du Néguev à 10 km à l'ouest de la ville d'Arad. Il se trouve dans la vallée d'Arad, à l'est de la vallée de Beer-Sheva. Le tel culmine à 576 m d'altitude. Le site est divisé en deux parties : la ville basse occupée à l'âge du bronze ancien (3300 à 2200 av. J.-C.) et le tel occupé à partir de l'âge du fer, où se trouve une forteresse israélite. Le tel a été occupé jusqu'à la période byzantine. Le site est un parc national israélien géré par la Direction de la Nature et des Parcs. Le site a été identifié par les archéologues avec la ville biblique d'Arad, une cité du Néguev oriental.
18 saisons de fouilles archéologiques ont été organisées sur le site, dont 14 saisons pour la fouille de la ville de l'âge du bronze ancien sous la direction de Ruth Amiran dans les années 1962-1966 puis 1971-1980. La fouille du tel de la forteresse a été réalisée en grande partie par Yohanan Aharoni. À proximité du site se trouve une base du Nahal.

## Âge du bronze ancien

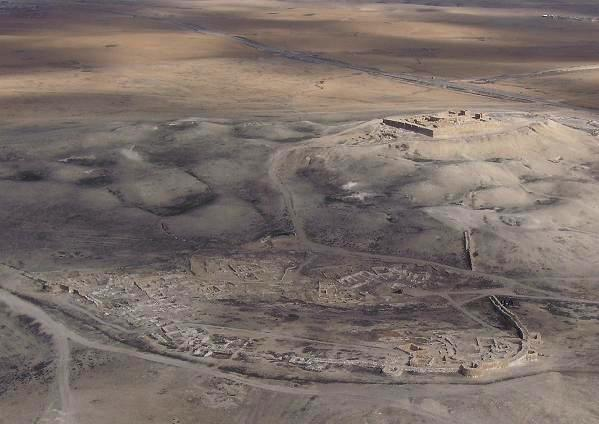
La ville du bronze ancien au pied du tel

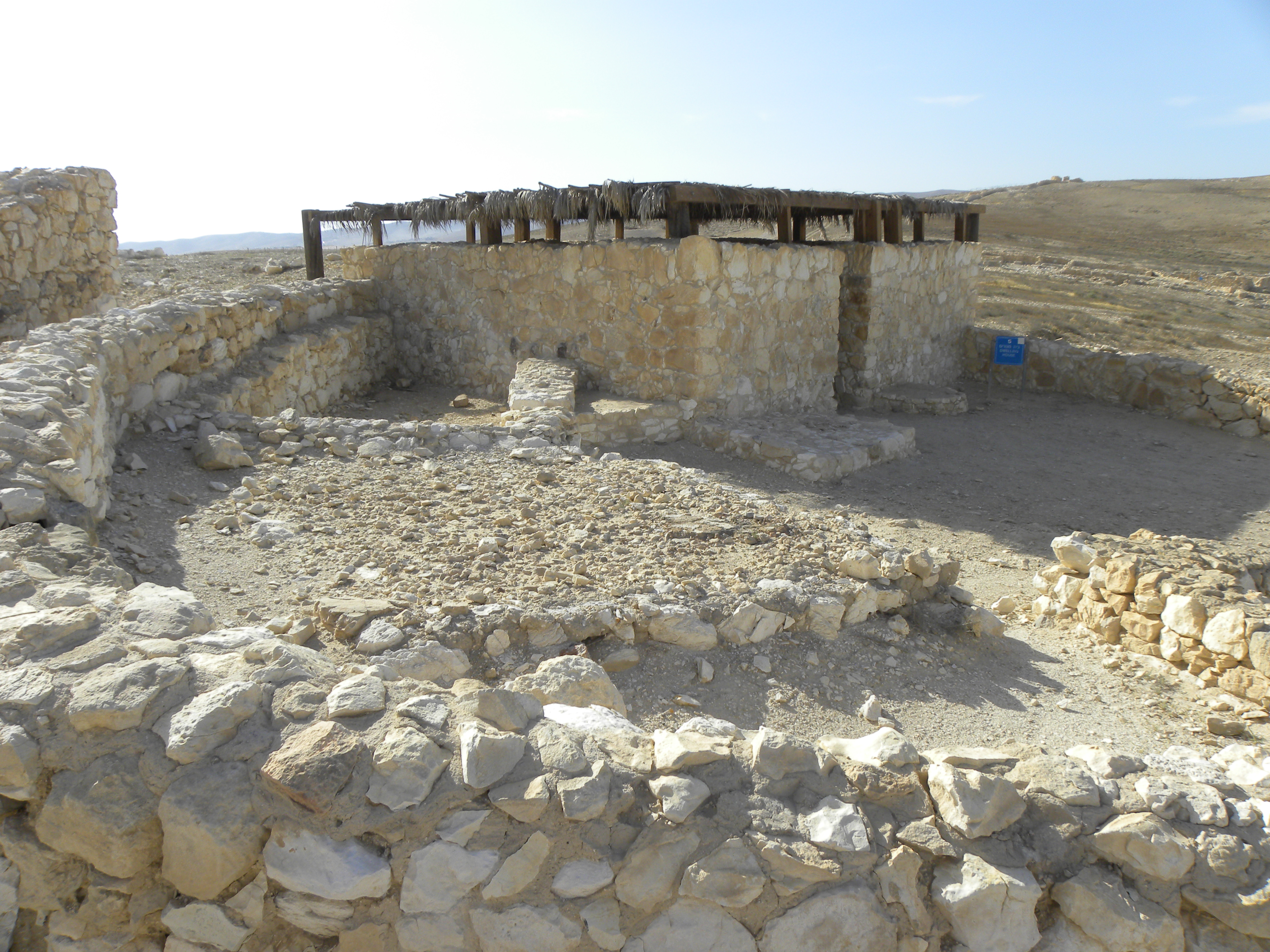
Reconstruction d'une maison datant de l'âge du bronze ancien

La ville d'Arad a été occupée au Bronze ancien I et II pendant environ 200 ans. Le site du Bronze ancien est dans un très bon état de conservation du fait que la ville basse n'a pas été réoccupée par la suite. Elle n'a pas non plus été endommagée par l'aménagement de zones cultivées, contrairement à de nombreux autres sites archéologiques, le climat du Néguev oriental ne se prêtant pas à l'agriculture.
Arad est fondée à proximité d'une colline dominant la zone. La ville basse s'étend sur 100 000 m2. Une particularité du site est l'absence de source d'eau à proximité. L'alimentation en eau utilise la configuration topographique du site : des réservoirs sont aménagés dans une dépression artificielle. La collecte d'eau a lieu seulement pendant quelques jours en hiver. 
- Au Bronze ancien I (niveau IV), le site est un établissement sans mur. On y a trouvé un récipient égyptien portant une inscription au nom de Narmer (Période prédynastique égyptienne)[1].

- Au Bronze ancien II (niveau III et II) la cité est puissamment fortifiée. L'allure générale de l'enceinte est celle d'un fer à cheval. Ses murs couvrent une distance de 1 200 m et ont 2 à 2,5 m d'épaisseur. Ils sont en pierre, abondante dans la zone, alors que les briques demanderaient trop d'eau. Une quarantaine de tours semi-circulaires sont aménagées le long des murailles, à raison d'une tour tous les 20 à 25 mètres. L'ensemble montre que ses habitants ont réalisé des efforts importants pour fortifier la ville.

À l'intérieur de la ville, les maisons sont regroupées en îlots séparés par des passages. Généralement, les maisons ne s'appuient pas sur les fortifications de manière à conserver un accès au système de défense. Chaque ilot possède une seule entrée.
Les habitations elles-mêmes présentent une grande uniformité. Elles sont enfoncées de 50 cm dans le sol, on y accède par deux ou trois marches. Elles étaient fermées par des portes en bois pivotant sur un axe. Dans les plus grandes maisons, on a retrouvé une base en pierre supportant probablement un pilier en bois soutenant le toit. Une banquette longe les murs. À côté des maisons, on a trouvé des plateformes en pierre, rectangulaires ou circulaires, servant de base à des silos. Des greniers publics ont également été mis au jour le long du mur ouest. Ils présentent un parallèle avec ceux découverts à Bet Yerah. Au centre de la ville, on a dégagé un ensemble de bâtiments que certains archéologues supposent être un temple, même si l'absence d'objets de culte découverts sur le lieu ne permet pas de la confirmer. 
Les os de moutons et de chèvres montrent que les habitants élevaient du petit bétail.
Des liens forts semblent exister entre la ville d'Arad et la Ire dynastie. Des jarres typiques d'Arad III ont été découvertes dans des tombes de la Ire dynastie. Des récipients découverts à Abydos portant des dessins géométriques triangulaires remplis de points datant de la Ire dynastie sont également largement répandu dans le niveau d'Arad II. Ils étaient vraisemblablement originaires de cette ville.
Son déclin au Bronze ancien II est parallèle à l'affaiblissement des relations économiques entre l'Égypte et Canaan au cours de la  IIe dynastie. Le développement important d'Arad semble donc lié à l'influence égyptienne au Levant.

## Âge du fer

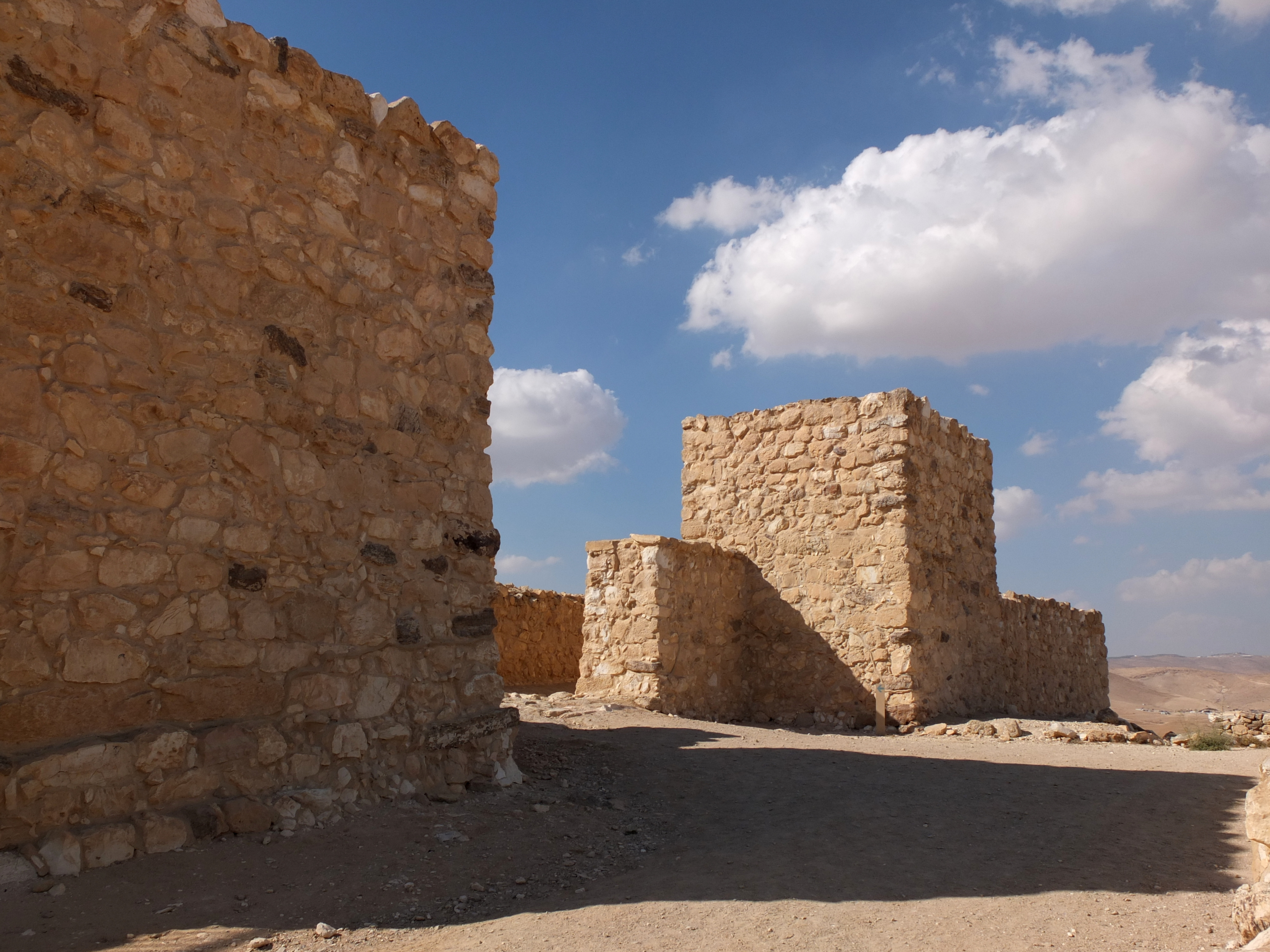
L'entrée de la forteresse israélite

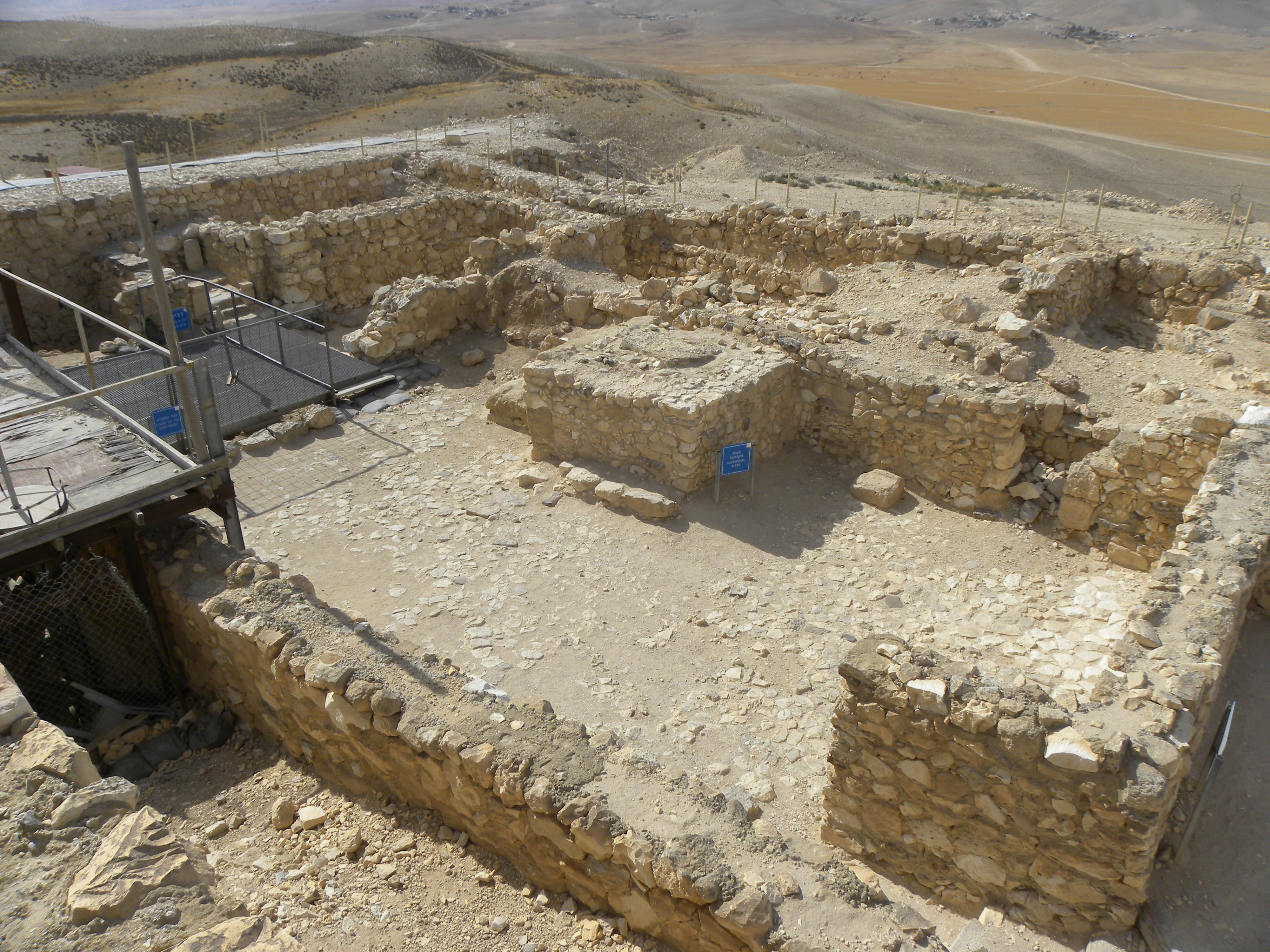
Le sanctuaire de l'âge du fer. La cour pavée, l'autel de sacrifice, le bâtiment allongé et le naos.

Après un millénaire et demi d'abandon, le site est réoccupé à l'âge du fer. Un village non fortifié est établi au XIe siècle av. J.-C. Une première forteresse est construite. Elle a un plan carré de 50 m sur 50 m avec une entrée dans l'angle nord-est. Elle est détruite violemment par le feu au cours du Xe siècle av. J.-C. Cette destruction est généralement attribuée au pharaon Sheshonq Ier. Celui-ci a mené une campagne en Palestine. Selon une inscription du temple de Karnak, il y a conquis deux forteresses dans le sud d'Israël, Arad rabat « Grand Arad » et Arad nebet,. 
La forteresse israélite est ensuite reconstruite et remaniée. Les murs sont renforcés. Une nouvelle entrée est aménagée dans le mur est. Un sanctuaire est installé dans le quart nord ouest de la forteresse. Le temple se compose d'une grande pièce allongée équipée des bancs le long des murs. Une grande niche est aménagée au centre du mur ouest. Il s'agit du naos du temple, analogue au débir du Temple de Jérusalem. Une grande stèle aux bords arrondis et portant de traces de peinture rouge y a été retrouvée. L'accès au naos se fait par quatre marches. Deux autels à encens sont installés de part et d'autre des marches. Devant le sanctuaire, on trouve une grande cour pavée au centre de laquelle est construit un autel sacrificiel de 2,4 m par 2,2 m et de 1,5 m de haut. Dans une deuxième phase, le niveau de la cour est surélevé de 1,2 m et l'autel ne dépasse plus du sol que de 40 cm. Un bâtiment est construit dans le nord de la cour. Le temple est finalement soigneusement démantelé, les autels à encens sont déposés et enterrés sous la seconde marche qui menait au naos. La structure du sanctuaire est remblayée. 
La suppression de ce sanctuaire est souvent mise en relation avec les réformes religieuses qui ont pu avoir lieu dans le royaume de Juda sous le règne des rois Ézéchias ou Josias. Selon le Deuxième Livre des Rois, ces deux rois ont réformé le culte de YHWH et ont procédé à une centralisation de son culte à Jérusalem. Plus d'une centaine d'ostraca ont été découverts sur le site. Il s'agit généralement de documents administratifs tels que des collectes de taxes ou des approvisionnements en denrées alimentaires. 
Le site continue à être occupé pendant la période perse. Il sert de station de ravitaillement pour les caravanes. De cette période, on a retrouvé 85 ostraca en araméen datant du IVe siècle av. J.-C. Pendant la période hellénistique, une tour massive de 20 m sur 20 m est construite dans le quart sud est du tel. Les fondations de la tour ont détruit toutes les constructions antérieures dans cette zone de la forteresse. La tour a peut-être été construite sous le règne de Jean Hyrcan lorsque celui-ci prend le contrôle de l'Idumée à la fin du IIe siècle av. J.-C. Pendant la période romaine, au Ier siècle, un fort est construit au-dessus de la tour hellénistique. Il est probablement abandonné après la conquête du royaume nabatéen par les Romains, lorsque la frontière de l'empire se déplace plus au sud.